# 505游戏
505遊戲（英語：505 Games）是一間義大利電子遊戲發行商，屬於Digital Bros企業集團於2006創立。其英國和美國分公司於2008成立，以IL-2暴風雪2：掠食之翼而在國際成名。
其遊戲遍佈PlayStation 2，PlayStation 3，Wii，Xbox 360，Nintendo DS，PlayStation Portable，和Windows等主流平台，並往手機遊戲領域發展。

## 公司历史
505游戏公司于2006年在米兰成立，是数字兄弟公司的一个子公司。
2012年4月，在THQ和阿迪达斯之间发生诉讼后，505游戏从THQ手中接管了健身游戏《阿迪达斯MiCoach》的发行任务。2013年11月，它取消了《2013年灰烬板球》，并发放了退款。

## 策略夥伴
- 孩之寶
- 索尼（PlayStation)
- 微軟（XBOX)
- 卡普空
- 科樂美
- Rolling Stone
- 華納兄弟
- 派拉蒙
- 20世紀福斯

## 外部連結
- 官方网站
- 505游戏的新浪微博
- Archived 505 Game Street site
- Digital Bros（页面存档备份，存于）
- Game list（页面存档备份，存于） - includes release dates and Japanese names (no longer updated as of June 2007)